# Islamistické povstání v Cabo Delgado
Islamistické povstání v Cabo Delgado je probíhající konflikt mezi mosambickými bezpečnostními silami a islamisty, kteří se v nejsevernější provincii Mosambiku snaží vytvořit islámský stát. V polovině roku 2018 se zde aktivizoval i tzv. Islámský stát, který se od půlky roku 2019 podílí na boji proti mosambijské vládě. Islamisté jsou především zdejší muslimové, ale jsou mezi nimi i bojovníci ze zahraničí. Teror v oblasti se stupňuje, od roku 2020 pomáhá Mosambiku i Jihoafrická republika a Tanzanie. V zemi také působí ruští žoldáci z Wagnerovy skupiny. Islamisté se mezi místními obyvateli těší velké podpoře proti socialistické vládě FRELIMO. (Do roku 2019 v zemi probíhalo povstání organizované hnutím RENAMO.) Islamisté jsou financováni z prodeje heroinu, pašování zboží a obchodu se slonovinou.